# 梭罗 (印尼)
苏拉卡尔塔，又常作梭罗，印度尼西亞中爪哇省主要城市之一，為眾多華人聚居的印尼城市之一，華人中以客家人為絕大多數，印尼前總統蘇哈托在梭羅出生、成長、就讀。梭羅位於梭羅河河畔，西北距三寶瓏約100公里，西南距日惹特區約30公里，市區面積44.03平方公里，人口572,345人（2004年）。
位於梭羅北部14公里的Adisumarmo國際機場有直接飛往吉隆坡，新加坡，並在朝覲季節，沙特阿拉伯，以及定期航班至雅加達。 

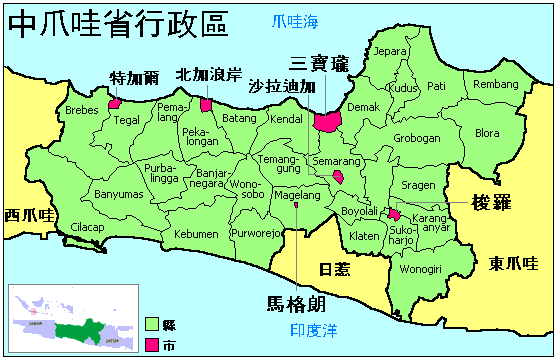
梭罗市在印尼中爪哇省的位置